# Hook (film)
A Hook 1991-ben bemutatott amerikai fantasy-kalandfilm, amelyet Steven Spielberg rendezett. A forgatókönyvet Jim V. Hart és Malia Scotch Marmo írta, James Matthew Barrie Peter Pan és Wendy című regénye alapján. A film zenéjét John Williams szerezte. Pán Pétert Robin Williams, Hook kalózkapitányt pedig Dustin Hoffman alakítja. További fontosabb szerepekben Julia Roberts, Bob Hoskins, Maggie Smith és Charlie Korsmo látható.
Az Amerikai Egyesült Államokban 1991. december 11-én, Magyarországon 1992. április 10-én mutatták be a mozikban. Bevételi szempontból jól teljesített, de vegyes kritikákat kapott: ezek értékelték a színészi alakításokat, a kísérőzenét és a film művészi értékét, ugyanakkor bírálták a forgatókönyvet és a film hangulatát. A 64. Oscar-gálán öt kategóriában szerzett jelöléseket. A bemutató óta kultuszfilmmé vált.

## Cselekmény
Peter Banning egy neves ügyvéd, aki a munkatempója miatt elhanyagolja családját, s gyermekeinek és feleségének tett ígéreteit soha nem képes teljesíteni. Családjával Wendy mama köszöntésére is alig tud elutazni Londonba. A Londonban töltött éjszaka során a mesék világából váratlanul előkerül Hook kapitány, akinek elszámolni valója van a mesebeli Pán Péterrel, s elrabolja Peter gyermekeit. A kapitány üzenete szerint egyedül Peter Banning mentheti meg őket, akit a mára elfelejtett gyermekkorában Pán Péterként ismert a világ. Ő az, aki a mesék hőseként repülni tud a gondolatok szárnyán, s akinek a kis tündér, Giling-Galang mutatja meg az utat a Sehol-szigetre. Ott kell később megküzdenie Hook kapitánnyal, hogy végül újra győzelemre vezesse a gyerekek seregét a kalózok ellen.

## Szereplők
| Szereplő                        | Színész          | Magyar hang        |
| ------------------------------- | ---------------- | ------------------ |
| James S. Hook kapitány          | Dustin Hoffman   | Velenczey István   |
| Pán Péter / Peter Banning       | Robin Williams   | Dunai Tamás        |
| tizenéves Pán Péter             | Ryan Francis     | Fekete Zoltán      |
| 5 éves Pán Péter                | Maxwell Hoffman  | nem szólal meg     |
| Giling-Galang                   | Julia Roberts    | Vándor Éva         |
| Smee / Utcaseprő                | Bob Hoskins      | Dengyel Iván       |
| Wendy nagyi / Középkorú Wendy   | Maggie Smith     | Győri Ilona        |
| fiatal Wendy / Peter anyja      | Gwyneth Paltrow  | Kökényessy Ági     |
| Moira Banning                   | Caroline Goodall | Kútvölgyi Erzsébet |
| Jack „Jackie” Banning           | Charlie Korsmo   | Benedikty Marcell  |
| Maggie Banning                  | Amber Scott      | Villányi Viktória  |
| Liza, Wendy házvezetőnője       | Laurel Cronin    | Pécsi Ildikó       |
| Good felügyelő                  | Phil Collins     | Barbinek Péter     |
| 'Dudás'                         | Arthur Malet     | Somogyvári Pál     |
| Rufio, az Elveszett Fiúk vezére | Dante Basco      | Tassi Bence        |
| Puffancs, Elveszett Fiú         | Raushan Hammond  | Minárovits Péter   |
| Kockás, Elveszett Fiú           | James Madio      | Simonyi Balázs     |
| Ász, Elveszett Fiú              | Jasen Fisher     | Rézmányi Balázs    |
| Zsebes, Elveszett Fiú           | Isaiah Robinson  | Polgár Péter       |
| Vakarcs, Elveszett Fiú          | Thomas Tulak     |                    |
| Csappantyú, Elveszett Fiú       | Alex Zuckerman   |                    |
| Holnap, Elveszett Fiú           | Ahmad Stoner     |                    |
| Peter anyja                     | Kelly Rowan      | nem szólal meg     |
| Gutless                         | Glenn Close      |                    |
| csókolózó nő a hídon            | Carrie Fisher    | nem szólal meg     |
| csókolózó férfi a hídon         | George Lucas     | nem szólal meg     |

## Televíziós megjelenések
- TV2, RTL Klub + (VHS)
- RTL Klub, Viasat 3, Digi Film